# Thermische Ablaufsicherung

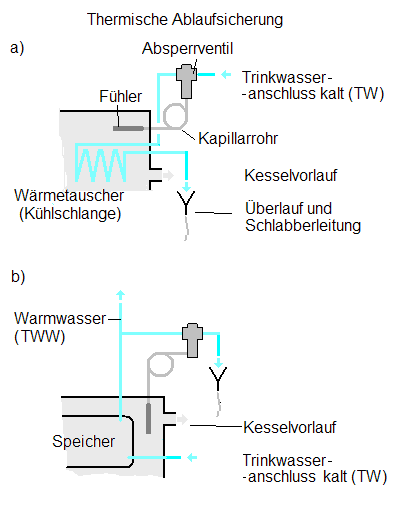
a) Kessel
b) Kessel mit integriertem Warmwasserbereiter

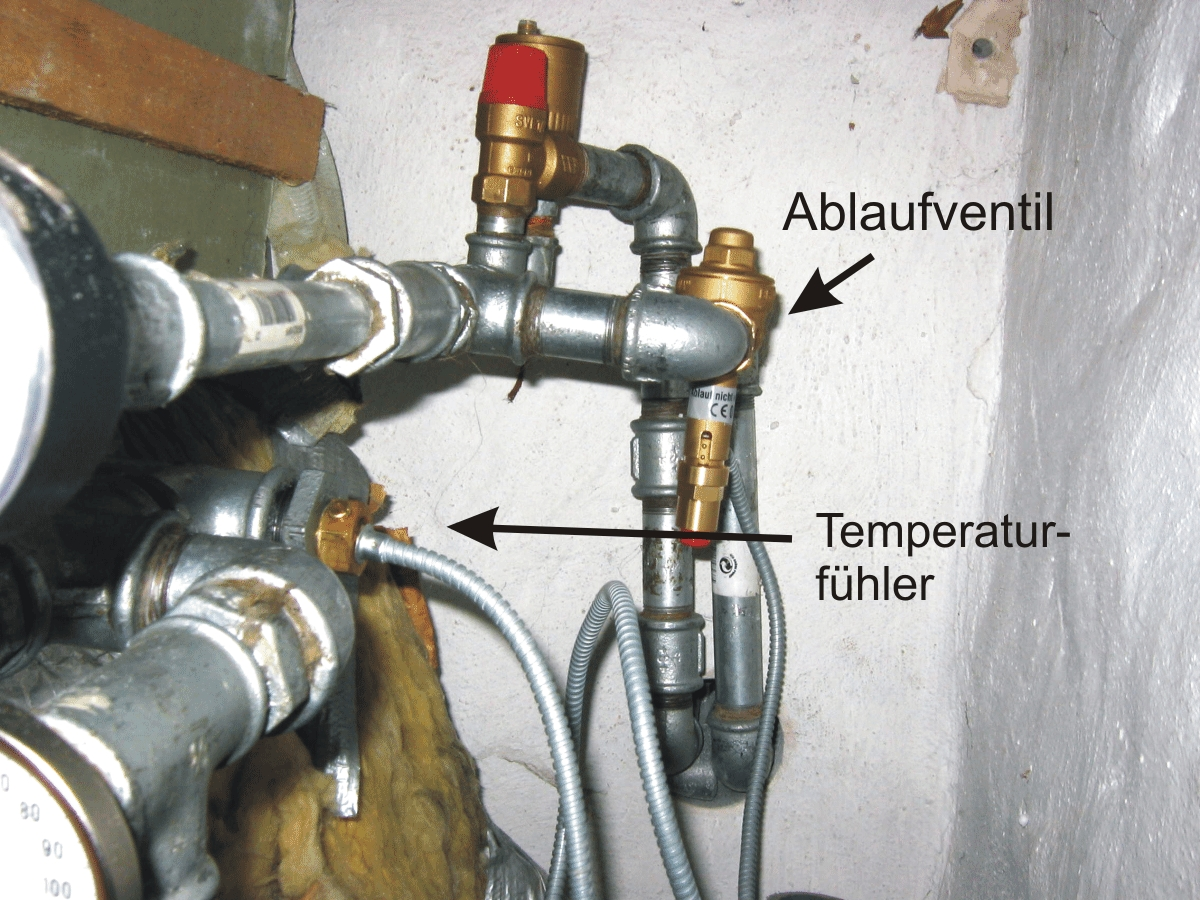
Thermische Ablaufsicherung an einem Feststoffkessel im Vorlauf in Verbindung mit einer automatischen Nachspeisung mit Rohrtrenner im Rücklauf

Eine Thermische Ablaufsicherung (TAS)  ist eine autonome Sicherheitsarmatur für einen Feststoffbrennkessel. Die thermische Ablaufsicherung hat die Aufgabe, bei zu hoher Vorlauftemperatur des Kessels die Wärme durch Zuführung von kaltem Wasser abzuführen. Die TAS arbeitet ohne Hilfsenergie und daher insbesondere auch dann, wenn z. B. bei Stromausfall die Heizungspumpe nicht arbeitet.
Es gibt folgende Varianten:
- Bei einem mit Festbrennstoff direkt beheizten Warmwasserbereiter wird ein Ablaufventil im  Trink- bzw. Warmwasservorlauf geöffnet, sodass das Wasser zwangsweise abgeleitet wird.

- Als Schutzeinrichtung vor der Nachwärme bei geschlossenen Heizungskreisläufen oder bei Versagen der Heizungspumpe ist bei vielen Heizkesseln ein Wärmeübertrager, z. B. eine Rohrschlange, in den Wasserraum des Kessels eingebaut. Der Ablauf dieses Wärmeübertragers endet unabsperrbar im Abwasser. Beim Ansprechen des Temperaturgebers wird Frischwasser durch den Wärmetauscher geleitet, sodass die Wärme aus dem Kessel abgeführt wird.

- Hat der Kessel keinen Wärmetauscher, muss das Frischwasser in den Heizkreislauf geleitet werden und nach Durchströmen des Kessels abgeleitet werden. Dazu gibt es Zweiwegeventile, die direkt im Vorlauf am Kessel sitzen und eine Verbindung zum Rücklauf haben[1]. Diese Lösung kühlt zwar effektiver, bringt jedoch mit dem Frischwasser Sauerstoff in den Heizkreis. Korrosionsschutz- und Frostschutz-Zusätze gehen ggf. verloren.

Die TAS besteht aus einem Fühler an einem Kapillarrohr oder direkt am Ventil, einem Absperrventil und einem Trinkwasseranschluss (TW). Die Ausdehnung der Kapillarflüssigkeit des Fühlers öffnet bei etwa 95 °C gegen eine Federkraft das Absperrventil und gibt damit den Trinkwasseranschluss frei. Das Trinkwasser nimmt die überschüssige Wärme auf und wird als erwärmtes Wasser mittels Überlauf und Ausblaseleitung abgeführt.
Über einen Sicherheitstemperaturbegrenzer wird in der Regel zunächst die weitere Zuführung des Brennstoffes bzw. dessen Abbrand unterbrochen. Die TAS hat dann lediglich die Aufgabe, die Nachwärme aufzunehmen und einen unzulässigen Temperaturanstieg zu vermeiden. Die im Kessel gespeicherte Energie stammt aus dem noch vorhandenen unverbrannten Brennstoff und der thermischen Energie der Ausmauerung. Die Kesselausrüstung entspricht der DIN 4751 T2.